# Запорожское научное общество имени Якова Новицкого
Запорожское научное общество имени Якова Новицкого (укр. Запорізьке наукове товариство ім. Я. Новицького) — культурно-просветительное объединение. Создано в 1997 с целью исследования и популяризации научных знаний истории и культуры Запорожского края.
Предтечей Общества была Научно-исследовательская лаборатория истории Южной Украины Запорожского государственного университета, созданная в 1995 году.
Основатели: В. Козырев, В. Бех, А. Бойко, Г. Шахров. Руководящим органом общества является правление (председатель, зам. председателя по организационным вопросам, зам. председателя, учёный секретарь), в его состав входят действительные члены-основатели, действительные члены, член-корреспонденты и почётные члены. Имеет Бердянское (возглавляет И. Лиман), Мелитопольское (С. Пачев), Куйбышевское (С. Шевчук) региональные отделения.
Сотрудничает с Институтом Украиники (Днепропетровск), обществом «Вознесенка» (Запорожье), Институтом украинской археографии и источниковедения и Институтом национальной памяти НАНУ (оба — Киев), Канадским институтом украинских исследований, Восточным институтом украиноведения (Харьков), Центром исследования истории Украины им. П. Яцика (Канада), Гарвардским университетом (США).
Среди членов — Г. Шаповалов, С. Лях, А. Игнатуша, В. Брехуненко, В. Мильчев, почётные члены — В. Кравченко, Ю. Мицик, А. Швыдько, С. Плохий, З. Когут, В. Наулко.
Общество организовало экспедиции в села Запорожской, Днепропетровской, Донецкой, Херсонской, Николаевской, Одесской, Кировоградской областей и в АР Крым, в ходе которых опрошено 4852 человека, выявлено более 30 крестьянских дневников. Издано 9 томов интервью, 5 томов мемуарной литературы (дневники, воспоминания, письма).
В 2008 организовано всеукраинскую научную конференцию «Устная история в научном исследовании», по её материалам издано сборник «Устная история: теория и практика». Один раз в два года общество проводит международную научную конференцию «Новицкие чтения», ежегодно — конференцию «История Степной Украины» (с 2011 — посвящена памяти А. Бойко).
Общество публикует непериодический журнал «Южная Украина XVIII—XIX века», серийные издания «Запорожское наследие» (19 выпусков), «Древности Южной Украины» (24 выпуска), «Источники к истории Южной Украины» (10 выпусков), «Устная история Степной Украины» (10 выпусков), Собрание сочинений Я. Новицкого (вышло 4 тома); в 2010 начата серия «Забытые дневники» (5 выпусков воспоминаний, дневников и писем периода 2-й мировой войны).
В 2007 общество учредило стипендию им. Я. Новицкого для молодых исследователей истории Южного края (победителя-стипендиата определяют на ежегодном конкурсе «Моё родное село») при нём создано рукописный отдел Запорожского отделения Института украинской археографии и источниковедения НАНУ (содержит несколько тысяч документов XIX—XX вв.)